# Lee Seung-hee (Fußballspieler)
Lee Seung-hee (kor. 이승희; * 10. Juni 1988) ist ein südkoreanischer Fußballspieler.

## Karriere
Lee Seung-hee erlernte das Fußballspielen in der Jugendmannschaft des Gangwon FC sowie in der Universitätsmannschaft der Hongik Universität. Seinen ersten Vertrag unterschrieb er 2010 bei den Jeonnam Dragons. Das Fußballfranchise aus Gwangyang spielte in der ersten Liga des Landes, der K League Classic. Die Rückserie 2012 wurde er an den Ligakonkurrenten Jeju United nach Jeju-si ausgeliehen. Für Jeju absolvierte er zehn Erstligaspiele. Die komplette Saison 2015 spielte er auf Leihbasis beim Suphanburi FC in Thailand. Der Verein aus Suphanburi spielte in der ersten Liga, der Thai Premier League. 30-mal stand er für Suphanburi auf dem Spielfeld. Nach insgesamt 116 Spielen für die Jeonnam Dragons wechselte er 2016 nach Japan. Hier verpflichtete ihn der in der ersten Liga, der J1 League, spielende Nagoya Grampus. Am Ende der Saison musste der Verein aus Nagoya den Weg in die zweite Liga antreten. Nach dem Abstieg verließ er den Verein und kehrte nach Südkorea zurück. Hier schloss er sich den Pohang Steelers an. Mit dem Pohanger Klub spielte er in der ersten Liga. Von Januar 2018 bis August 2018 spielte er beim Fünftligisten Siheung Citizen FC in der K3 League Basic. Im September 2018 wechselte er für einen Monat zum al-Fujairah SC nach Fudschaira in die Vereinigten Arabischen Emirate. Mit dem Klub spielte er einmal in der ersten Liga, der UAE Arabian Gulf League. Seit Oktober 2018 ist er vereins- und vertragslos.